# Église Sainte-Catherine de Venise
L'église Sainte-Catherine (italien : chiesa di Santa Caterina ; vénitien : ceza de Santa Catina) est une église catholique dé-consacrée de Venise, dans le quartier de Cannaregio, contrada de San Felice.

## Historique
La première église et le monastère ont été fondés au XIe siècle par les Frères de la Pénitence de Jésus-Christ, aussi appelés les frères Sacchini en raison de leurs robes en forme de sac. En 1274, l'ordre fut supprimé par le Concile de Lyon. Le marchand vénitien Giovanni Bianco racheta l'ensemble en 1288. L'église fut transmise aux Augustines en 1291. La première abbesse fut Borlotta Giustinian, fille du célèbre Nicolo, moine à Saint-Nicolas du Lido. Le couvent a eu l'honneur de deux visites de papes: en 1782 Pie VI et en 1800 Pie VII.
L'église et le couvent ont été supprimés en 1806, la communauté fut concentrée à Saint Alvise. Le couvent devenait une école, le Liceo Foscarini.
L'église actuelle date du milieu du XVe siècle. Elle est de style gothique. Elle a été endommagée par une bombe autrichienne pendant la Première Guerre mondiale. Puis, en 1977, un incendie  détruisit le toit, le dôme du XVIIIe siècle, et les boiseries du XIVe siècle.

## Description
L'église se situe Fondamenta di Santa Caterina, le long du rio éponyme.

### Extérieur
La toiture a été restaurée après l'incendie de 1978.

### Intérieur
Les décors ont été détruits par l'incendie ; restent les éléments en marbres des différents autels et une sculpture de Sainte Catherine.

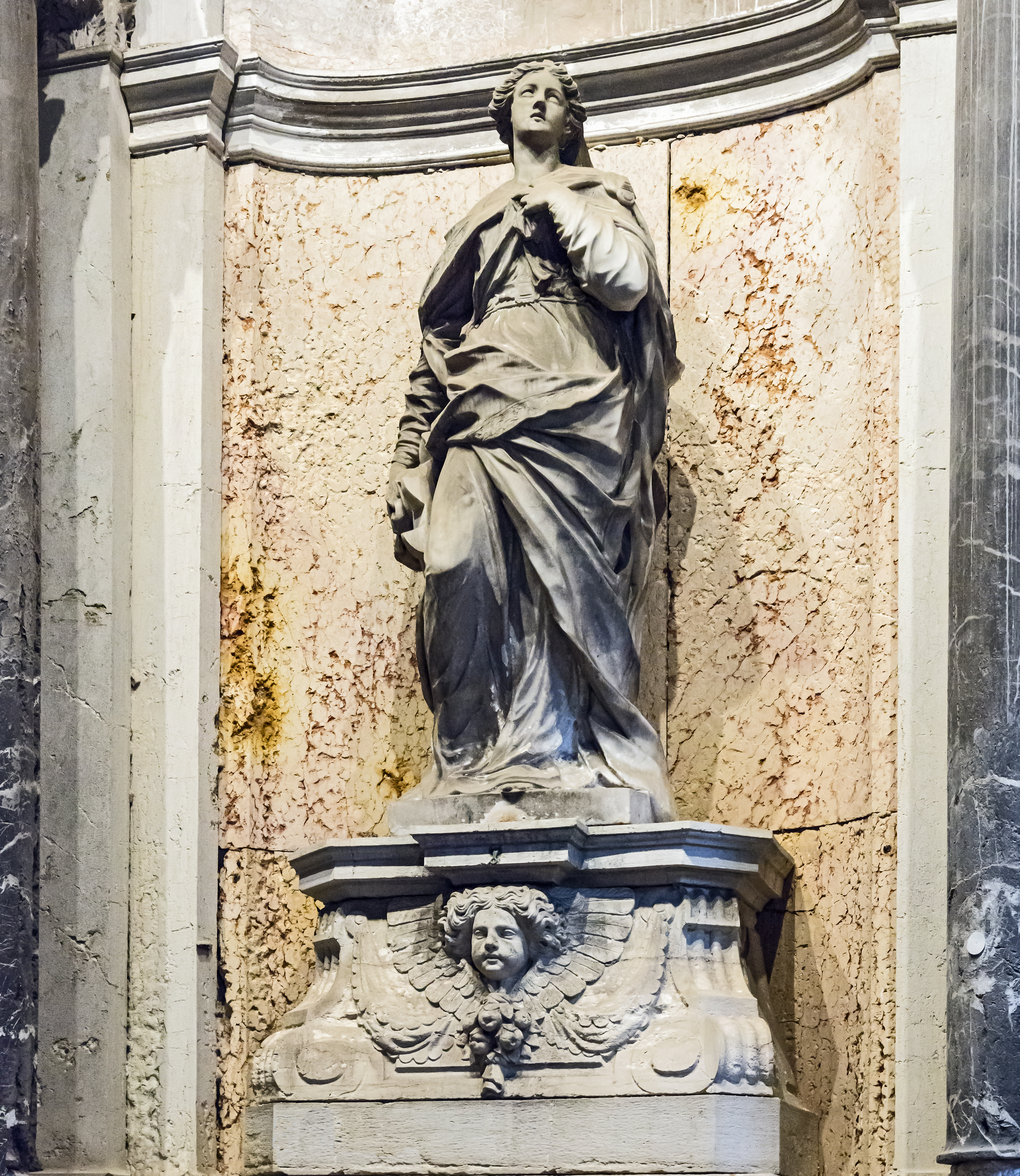
Statue de Sainte Catherine
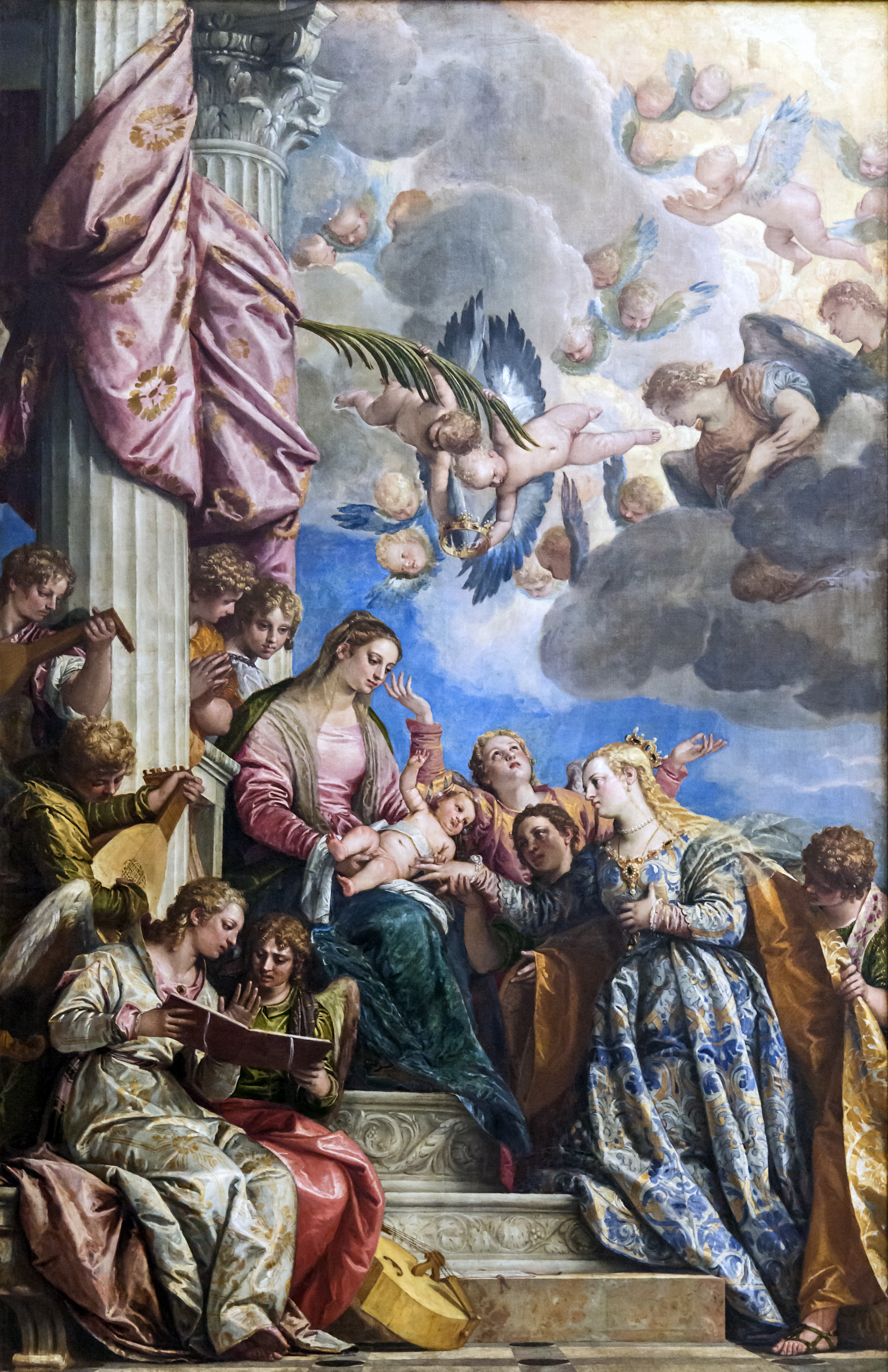
Le mariage mystique de Sainte Catherine Paulo Veronese, v. 1575
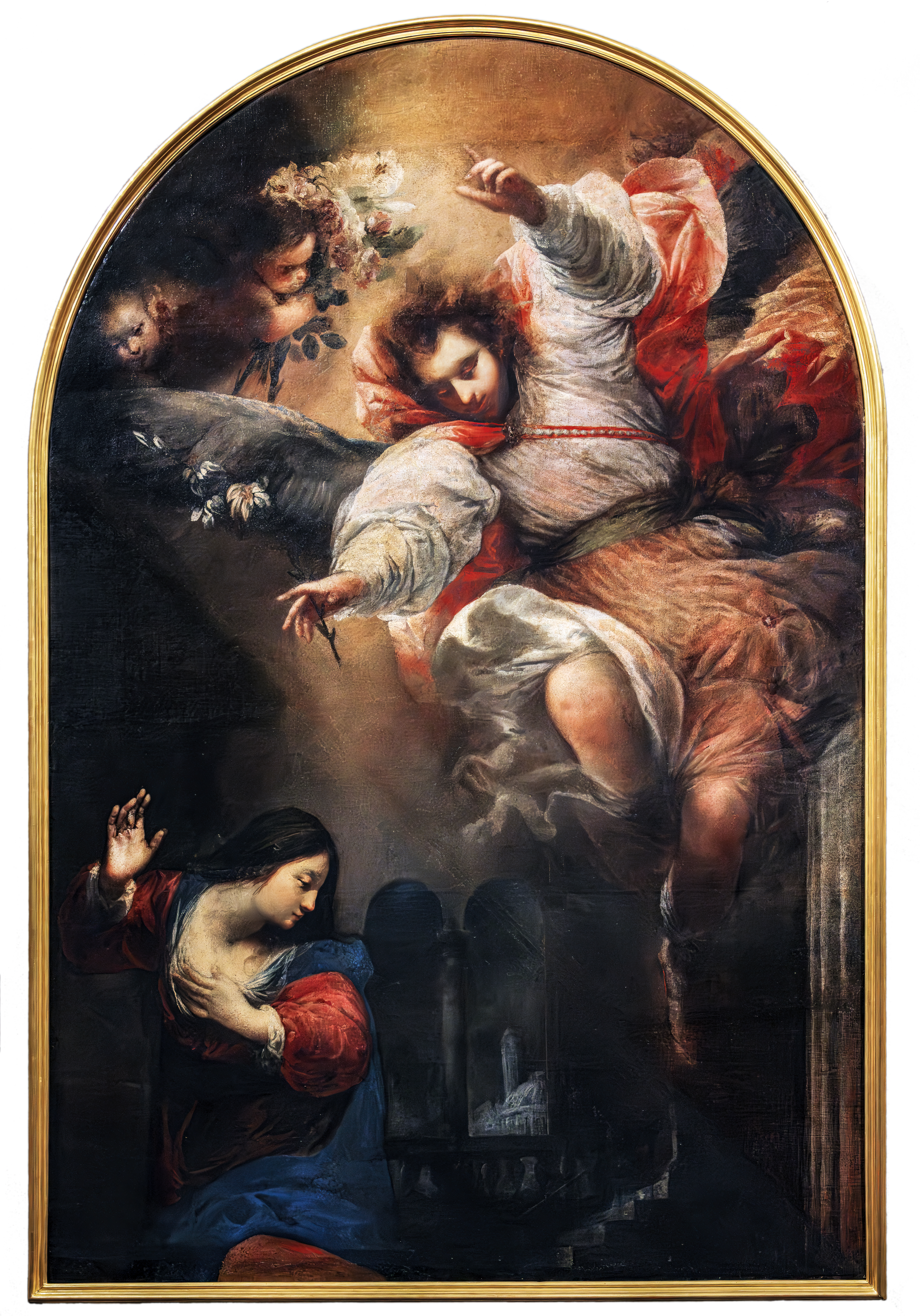
Annonciation Sebastiano Mazzoni aujourd'hui aux Galeries de l'Académie de Venise

Œuvres déplacées
Le Mariage mystique de Sainte Catherine par Véronèse, peint vers 1575 (huile sur toile de 337 × 241 cm), était situé sur l'autel principal. Il est conservé aujourd'hui aux Gallerie dell'Accademia de Venise. Un fac-similé est aujourd’hui en place.